# Szelomo Arci
Szelomo Arci (hebr. שלמה ארצי; ur. 26 listopada 1949 w moszawie Allone Abba) – izraelski piosenkarz, kompozytor i tekściarz.

## Życiorys
Syn europejskich Żydów ocalałych z Holocaustu. We wczesnym dzieciństwie przejawiał głównie talenty aktorskie. W wieku 12 lat zaczął grać na gitarze, a już jako szesnastolatek pisał swoje pierwsze piosenki. Podczas służby w armii występował w wojskowej grupie estradowej Lehakat Chejl ha-Jam (להקת חיל הים). W 1970 roku wystąpił na prestiżowym izraelskim festiwalu Ha-Zemer we-ha-Pizmon (פסטיבל הזמר והפזמון) i niespodziewanie został uhonorowany pierwszą nagrodą.
Pierwsze lata kariery nie były dla artysty pomyślne. W 1975 r. Arci reprezentował Izrael w Konkursie Piosenki Eurowizji, lecz uplasował się zaledwie na 11. miejscu. Przełom nastąpił w 1976 r., po wydaniu albumu z rodzaju the best of, który miał być swoistym pożegnaniem piosenkarza ze sceną, a okazał się wielkim sukcesem. Kolejne płyty również zyskały uznanie wśród słuchaczy. Obecnie Szelomo Arci jest jednym z najpopularniejszych artystów pop-rockowych w Izraelu. Ponadto od 1980 r. nieprzerwanie prowadzi autorską audycję Jeszcze nie jest sobota (עוד לא שבת) w wojskowej rozgłośni radiowej Galej Cahal (גלי צה"ל). Jego syn, Ben Arci, poszedł w ślady ojca i również zdobywa popularność jako muzyk.